# Richard Loncraine
Richard Loncraine (Cheltenham, 20 ottobre 1946) è un regista britannico.

## Biografia
Con l'horror Demonio dalla faccia d'angelo del 1977 ha vinto il Grand Prix del Festival internazionale del film fantastico di Avoriaz.
Nel 1996 ha vinto l'Orso d'argento per la miglior regia al Festival di Berlino con Riccardo III, versione dell'omonima tragedia shakespeariana trasportata in un'Inghilterra novecentesca caratterizzata da una dittatura di stampo fascista, con Ian McKellen nel ruolo del protagonista.

## Filmografia

### Cinema
- Radio Wonderful – cortometraggio (1974)
- Flame (1975)
- Demonio dalla faccia d'angelo (Full Circle, 1977)
- Il missionario (The Missionary, 1982)
- Le due facce del male (Brimstone and Treacle, 1982)
- Il missionario (The Missionary, 1982)
- Rapina al computer (Bellman and True, 1987)
- Riccardo III (Richard III, 1995)
- Wimbledon (Wimbledon, 2004)
- Firewall - Accesso negato (Firewall, 2006)
- My One and Only (My One and Only, 2009)
- Ruth & Alex - L'amore cerca casa (5 Flights Up, 2014)
- Ricomincio da noi (Finding Your Feet, 2017)

### Televisione
- Tomorrow's World – serie TV, episodio 8x19 (1971)
- Review – serie TV, episodi 3x03-3x08-4x04 (1971-1972)
- BBC2 Play of the Week – serie TV, episodio 2x09 (1978)
- Secret Orchards – film TV (1979)
- Play for Today – serie TV, episodi 8x04-10x24 (1977-1980)
- Blade on the Feather – film TV (1980)
- Screen One – serie TV, episodio 5x01 (1993)
- Band of Brothers - Fratelli al fronte (Band of Brothers) -  miniserie TV (2001)
- Guerra imminente (The Gathering Storm) – film TV (2002)
- La mia casa in Umbria (My House in Umbria) – film TV (2003)
- I due presidenti (The Special Relationship) – film TV (2010)
- Storie in scena (Playhouse Presents) – serie TV, episodio 1x05 (2012)
- Limbo, episodio di Greatest Chocolate Adverts of All Time – documentario TV (2019)

### Videoclip
- Sting Love is the Seventh Wave (1985)

## Riconoscimenti
- Festival internazionale del cinema di Berlino
  - 1996 – Orso d'argento alla miglior regia per Riccardo III
- Festival internazionale del film fantastico di Avoriaz
  - 1977 – Grand Prix per Demonio dalla faccia d'angelo